# Пушкарь, Виталий Алексеевич
Пушкарь, Виталий Алексеевич (укр. Пушкар Віталій Олексійович; 9 мая 1987, Кишинёв, Молдавская ССР) — украинский раллийный гонщик, мастер спорта Украины международного класса, вице-чемпион Украины по ралли, победитель зачёта ERC Production Cup в сезоне 2013, пилот раллийной команды The Boar ProRacing.

## Карьера в автомобильном спорте

### Чемпионат Украины по ралли
Увлечение Виталия Пушкаря автомобильным спортом началось в некоторой степени благодаря дружбе его отца, Алексея Пушкаря, с одесским автогонщиком Игорем Чаповским. В качестве болельщиков Пушкарь и его будущий штурман Иван Мишин часто ездили на этапы чемпионата Украины по ралли, быстро стали своими в кругу спортсменов и к началу 2009 года «созрели» для того, чтобы начать выступления самостоятельно. В качестве автомобиля для дебюта была выбрана полноприводная двухлитровая Subaru Impreza, на которой до этого выступал все тот же Чаповский.
Первый же сезон показал, что Пушкарь, несмотря на юный возраст, относится к числу спокойных и рассудительных спортсменов. В течение года он 11 раз вышел на старт раллийных соревнований — и лишь однажды, на ралли «Буковина», не добрался до финиша из-за технической неисправности. Подобная стабильность помогла Виталию в первый же год выступлений стать победителем чемпионата Украины в классе У12.

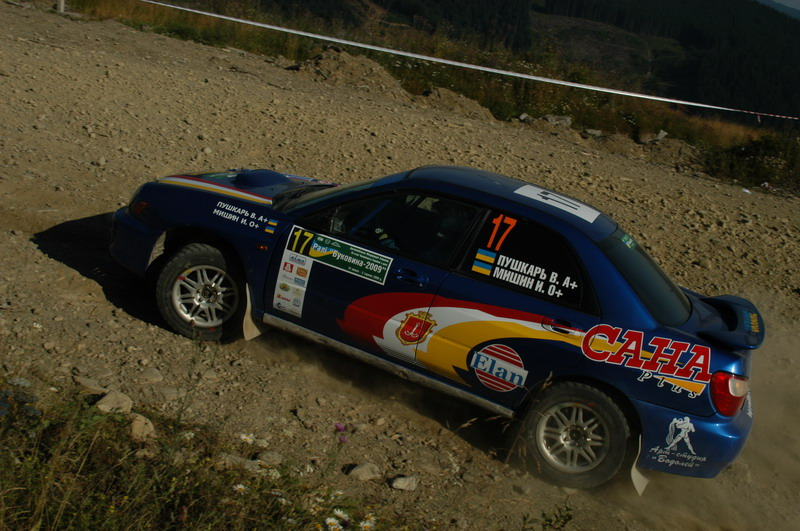
Экипаж Виталия Пушкаря и Ивана Мишина на ралли «Буковина», Черновцы, 2009 год

Серьезное отношение Пушкаря к занятиям автоспортом выражается в смене автомобиля на более современный Mitsubishi Lancer Evo IX, а также в обращении Виталия к опыту многократного чемпиона Украины по ралли Александра Салюка-младшего, который на несколько лет становится его тренером. Результаты не заставляют себя ждать: уже в мае 2010 года Пушкарь выигрывает свою первую гонку, «Shapovalov Rally Cup», а по итогу сезона попадает в топ-десятку быстрейших пилотов Украины.
На протяжении двух следующих сезонов Виталий стабильно входит в число лидеров украинского раллийного чемпионата, регулярно финишируя на подиуме в отдельных гонках. В 2011 году он впервые входит в топ-пятерку чемпионата Украины в абсолютном зачёте и выигрывает свой первый трофей — Кубок Дружбы, который проводился совместно автомобильными федерациями Украины, России и Беларуси.
Однако наиболее успешным для одессита становится сезон 2013 года, когда Пушкарь всерьёз включается в борьбу за титул чемпиона Украины. Победа в ралли «Чумацкий Шлях» и третье место в ралли «Мариуполь» делают одессита одним из фаворитов чемпионата, однако досадный сход на ралли «Галиция» ослабляет его позиции. Судьба чемпионства решается на ивано-франковском ралли «Трембита», которое Виталий выигрывает — однако для завоевания титула этого оказывается недостаточно. Чемпионом Украины в классе 3 становится напарник Пушкаря по команде Odessa Rally Team Юрий Кочмар, тогда как Виталию достаётся лишь звание вице-чемпиона страны.

### Интерконтинентальное Раллийное Первенство IRC
Начиная с 2010 года Виталий Пушкарь постоянно увеличивает число своих стартов в международных соревнованиях. И если поначалу речь идёт только об отдельных выездах на гонки чемпионатов Латвии и Эстонии, то в 2012 году пилот принимает полноценное участие в Интерконтинентальном Раллийном Первенстве IRC — втором по уровню турнире после чемпионата мира WRC.
Постепенно осваивая новое поколение Mitsubishi Lancer Evo X, одессит выигрывает свою первую международную гонку — румынское Rally Sibiu и заканчивает сезон на 6-й позиции в «серийном» зачёте IRC Production. Именно в этот момент начинается плотное и эффективное сотрудничество Пушкаря с литовской командой ProRacing, которое принесёт плоды уже через два года.

### Чемпионат Европы ERC

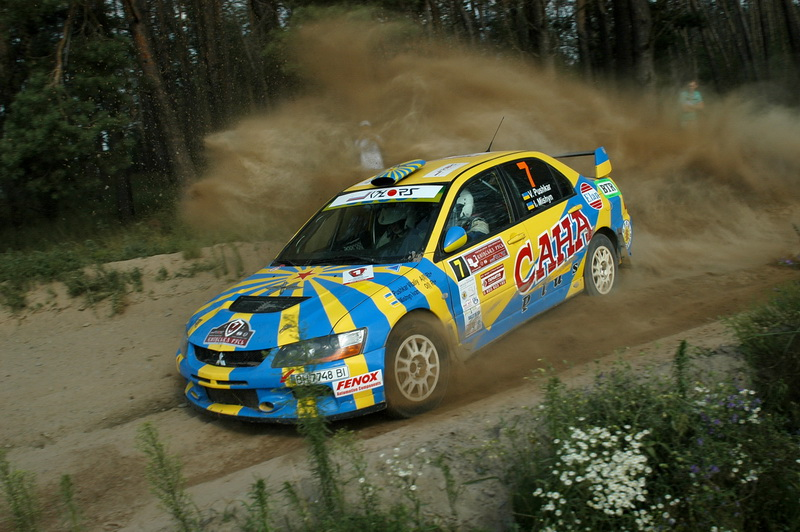
Экипаж Виталия Пушкаря и Ивана Мишина на ралли «Киевская Русь», Киев, 2011 год

2013-й год Виталий Пушкарь начинает со старта в чемпионате Европы по ралли, в который трансформировалась серия IRC. Неплохое пятое место в ралли «Лиепая» даёт основания для благоприятных прогнозов, однако продолжения не происходит. Досрочные сходы на ралли Азорских островов, в Бельгии и Румынии вынуждают Виталия прекратить штурм европейского первенства и сосредоточиться на национальном чемпионате.
Куда лучше складывается следующий сезон, который станет для Пушкаря триумфальным. Виталий начинает турнир с неудачного вылета с трассы австрийского «Яннер Ралли», однако быстро переламывает ситуацию в свою пользу, финишировав вторым в ралли «Лиепая» и выиграв ралли «Акрополис». К концу сезона ситуация усложняется и упрощается одновременно: единственным опасным соперником Пушкаря остаётся чех Мартин Худец, представляющий серьёзную опасность, особенно на гонках с асфальтовым покрытием. Тем не менее, благодаря спокойной и взвешенной тактике, на двух финальных этапах в Швейцарии и на Корсике Виталий уверенно переигрывает конкурента и, набрав 167 очков, становится чемпионом Европы в зачёте Production ERC.

## Результаты в международных сериях

### IRC
| Год  | Участник          | Автомобиль               | 1   | 2   | 3   | 4   | 5      | 6      | 7   | 8     | 9   | 10     | 11  | 12     | 13     | Поз. | Очки |
| ---- | ----------------- | ------------------------ | --- | --- | --- | --- | ------ | ------ | --- | ----- | --- | ------ | --- | ------ | ------ | ---- | ---- |
| 2012 | Odessa Rally Team | Mitsubishi Lancer Evo IX | POR | ESP | IRL | FRA | ITA 23 | BEL 31 | SMR | ROU 4 | CZE | UKR Сх | BGR | ITA 25 | CYP 20 | 33-й | 12   |

### ERC
| Год  | Участник           | Автомобиль              | 1      | 2      | 3   | 4      | 5   | 6      | 7      | 8      | 9      | 10    | 11     | 12     | Поз. | Очки |
| ---- | ------------------ | ----------------------- | ------ | ------ | --- | ------ | --- | ------ | ------ | ------ | ------ | ----- | ------ | ------ | ---- | ---- |
| 2013 | The Boar ProRacing | Mitsubishi Lancer Evo X | AUT    | LAT 12 | ESP | POR Сх | FRA | BEL Сх | ROU Сх | CZE    | POL    | CRO   | ITA    | ITA    | 81-й | 1    |
| 2014 | The Boar ProRacing | Mitsubishi Lancer Evo X | AUT Сх | LAT 8  | ROU | GRC 13 | IRL | POR Сх | BEL 16 | EST 13 | CZE Сх | CYP 9 | ITA 16 | FRA 17 | 37-й | 14   |

### ERC Production Cup
| Год  | Участник           | Автомобиль              | 1      | 2     | 3   | 4      | 5   | 6      | 7      | 8     | 9      | 10    | 11    | 12    | Поз. | Очки |
| ---- | ------------------ | ----------------------- | ------ | ----- | --- | ------ | --- | ------ | ------ | ----- | ------ | ----- | ----- | ----- | ---- | ---- |
| 2013 | The Boar ProRacing | Mitsubishi Lancer Evo X | AUT    | LAT 5 | ESP | POR Сх | FRA | BEL Сх | ROU Сх | CZE   | POL    | CRO   | ITA   | ITA   | 24-й | 25   |
| 2014 | The Boar ProRacing | Mitsubishi Lancer Evo X | AUT Сх | LAT 2 | ROU | GRC 1  | IRL | POR Сх | BEL 6  | EST 5 | CZE Сх | CYP 4 | ITA 3 | FRA 2 | 1-й  | 167  |

## Статистика и рекорды
За период с 2009 по 2014 годы Виталий Пушкарь 77 раз выходил на старт раллийных соревнований различного уровня, что позволяет ему занимать 19-ю строчку в символическом «Клубе 50», состоящем из украинских спортсменов, имеющих на счету более 50 стартов в ралли.
На данный момент, имея за плечами 76 совместных стартов, экипаж Пушкарь/Мишин занимает второе место среди украинских тандемов по числу проведённых вместе гонок, уступая лишь дуэту Валерия Горбаня и Евгения Леонова, на счету которых 88 совместных стартов.
Лишь однажды за всю карьеру штурманом Пушкаря был не Иван Мишин. Это произошло на ралли «Shapovalov Rally Cup», где место второго пилота в экипаже Пушкаря занимал Александр Салюк-младший.
Начиная с 2010 года на автомобиле Виталия Пушкаря неизменно присутствует эмблема ВВС СССР — пятиконечная звезда с расходящимися от неё синими и жёлтыми лучами. Эта раскраска — знак признательности отцу, Алексею Пушкарю, служившему в своё время в военно-воздушных силах.